# N,N-二甲基-1,3-丙二胺
N,N-二甲基-1,3-丙二胺（英語：Dimethylaminopropylamine）是一种用于生产一些表面活性剂的二胺，当中包括椰油酰胺丙基甜菜碱，而它是肥皂、洗髮精和化妆品等护肤产品的一个成分。生产公司BASF声称DMAPA衍生物不会刺激眼睛，而且能产生细小的泡沫，所以它适合用于洗发精。

## 制备和反应
在工业上，首先让二甲胺和与丙烯腈反应（迈克尔加成反应），生成二甲基氨基丙腈，再将它氢化，可以获得DMAPA：
DMAPA可容易转化为芥子气二甲基-3-氯丙胺，而它是一个强烷化剂。

## 健康影响
N,N-二甲基-1,3-丙二胺已知可以刺激皮肤，它在椰油酰胺丙基甜菜碱中可作为杂质成分，导致一些人产生刺激反应。